# Фридрих II (Свещена Римска империя)
 Тази статия е за императора на Свещената Римска империя.  За други значения вижте Фридрих II.  
Фридрих II Хоенщауфен (на немски: Friedrich II von Hohenstaufen) е крал на Германия от 9 декември 1212, император на Свещената Римска империя от 22 ноември 1220 и крал на Сицилия (под името Федерико I, 1198 – 1250 г.). Представител е на династията Хоенщауфен, син на Хайнрих VI и Констанс Сицилианска, внук на Фридрих I Барбароса и крал Роже II Сицилиански. Той продължава имперската политика на предшествениците си, която е на противопоставяне спрямо Папската държава и италианските градове-държави. Предвожда Шестия кръстоносен поход (1228 – 1229), завоюва Светите земи, постига мир с Аюбидския султан и се коронясва за крал на Йерусалимското кралство (1229 – 1243).
Неговите политически и културни амбиции са съизмерими с огромната територия, над която царува, обхващаща почти цяла Италия през Алпите до Северна Германия. Взема участие и в кръстоносните походи, като чрез брак постига контрол над Йерусалим. От коронацията си през 1220 до смъртта си е император на Свещената Римска империя, мечтае за универсална власт и се възприема като директен наследник на августите от Античността. Животът му преминава в конфронтация с папството, отлъчван е три пъти от църквата от различни папи и често образът му е очернян в последващи хроники, като папа Григорий IX дори го нарича Антихрист.
Фридрих говори шест езика и е покровител на науките и изкуствата. Играе голяма роля в основаването на сицилианската поетична школа и сам пише. В неговия двор в Палермо около 1220 г. за първи път започва да се използва сицилиански език. Поезията, написана по негово време, оказва значително влияние на по-късната литература на италиански език. Той създава стройна административна и съдебна система и юридически кодекси със закони.
След смъртта му династия Хоенщауфен съществува краткотрайно, а Свещената Римска империя навлиза в период на упадък, който продължава до времето на управлението на Карл V, 250 години по-късно.

## Ранни години
Фридрих се ражда по време на пътуването на баща му към Сицилия, където отива да предяви претенциите си към престола. Майка му е доста възрастна, на 40 години, и за да няма съмнения в произхода му, раждането става в присъствието на местни матрони в Йези, а след това Констанс Сицилианска кърми бебето публично.
Император Хайнрих VI умира след кратко боледуване през септември 1197 г. само на 32-годишна възраст, точно преди да се качи на кораб за кръстоносен поход към Светите земи. Неговата смърт заварва тригодишния Фридрих в Италия, на път към Германия, и неговият настойник Конрад от Сполето го връща в Палермо при майка му, където той е коронясан за крал на Сицилия на 17 май 1198 г. Майка му, която е кралица по право, става негов регент, но скоро умира. Регент става папа Инокентий III (кралството е васално на Папската държава), а негов учител е Сенси Савели, впоследствие папа Хонорий III. Фридрих живее и се обучава в двореца в Палермо до пълнолетието си.
В Германия избухва ожесточен спор между династиите Хоенщауфен и Велфи (на немски: Deutscher Thronstreit) кой да наследи германската корона. Макар че под натиска на баща му през 1196 г. малкият Фридрих (на две години) е избран за крал на римляните от германските принцове и по този начин наследява имперската корона, неговите права в Германия са оспорвани в продължение на 17 години. Известно време в Германия царуват двама крале – вуйчо му Филип Швабски от Хоенщауфен и Ото IV от Велфите. От 1200 до 1206 г. регентството над Фридрих е в ръцете на германски военни (Марквард фон Анвайлер и William of Capparone). По това време положението е нестабилно – германски и папски военачалници, местни феодали, сицилиански сарацини, както и северноиталианските градове-държави Генуа и Пиза водят ожесточена борба всеки срещу всеки. Положението се стабилизира до известна степен през ноември 1206 г., когато Палермо е завзет от имперските войски, които управляват от името на Фридрих. През декември 1208 г. Фридрих е обявен за пълнолетен на четиринадесет години. Още на следващата година сключва брак с доста по-възрастната Констанца Арагонска, като така получава необходимата му военна подкрепа от испански рицари от Кралство Арагон.

## Крал на Германия и император
Към края на 1210 г. Ото IV нахлува в Италия и на следващата година войските му заплашват Сицилия. През септември 1211 г. обаче е принуден да се оттегли, след като германските барони обявяват подкрепата си за Фридрих и го избират за германски крал. Фридрих заминава за Германия през същата година, преодолявайки много препятствия по пътя, получава голяма подкрепа при избора, проведен във Франкфурт през декември 1212 г. и е коронясан в Майнц. Ото IV е принуден да отстъпи окончателно след като претърпява поражение от френския крал Филип II Август в битката при Бувин (27 юли 1214 година) и се оттегля в Брауншвайг.
През 1220 г. в Рим Фридрих е помазан за император от папа Хонорий III. Същия ден потвърждава юридическото разделение между империята и Кралство Сицилия, запазвайки само личната уния, като така отговаря на желанието на папата. В коронационния си обет Фридрих поема кръста и обещава да тръгне на кръстоносен поход след година. Издава закони срещу еретиците и като че постига разбирателство с папството. След това се заема да умири най-напред Сицилия. Подчинява сарацините, разбунтували се там (1222 – 1224), и ги преселва в Апулия, на границата с папските владения. Голяма част от личната му гвардия е съставена от мюсюлмани, което предизвиква критики от страна на папата. Фридрих отменя привилегиите на северноиталианските търговци в земите си и започва да развива своя морска търговия. За нуждите на управлението основава университет в Неапол, където да се подготвят държавните чиновници. Изучават се право, теология, философия и естествени науки. Фридрих превръща Сицилия и Апулия в център на своята власт. Построява редица укрепления, уголемява пристанищата и създава свой търговски флот.
Кралството запазва държавната администрация, установена от норманите. В нея работят и мюсюлмани, запазени са юстициариите като наместници в провинциите. Има добре организирана съдебна система с професионални съдии. Те са заплатени от кралската хазна, която се нарича диван. Освен от домена и от данъците, хазната се пълни от търговията с тунизийското крайбрежие, от пристанищните такси и налога за прекосяване на Месинския пролив (пътят на генуезките и пизанските търговци към Ориента). Освен върху търговията, съществува държавен монопол върху горите, риболова, солта, железните мини и производството на коприна. Тези доходи превръщат Фридрих в най-богатия крал в Европа през XIII век.:с. 172

## Кръстоносен поход
Още когато е коронясан за крал на римляните Фридрих дава обет да отиде на кръстоносен поход. Той непрекъснато отлага отпътуването си и макар че подновява обета при коронацията си като германски крал, не заминава за Египет с армиите на Петия кръстоносен поход през 1217. Изпраща войски под командването на Лудвиг Баварски, но непрекъснатото очакване на пристигането му от страна на кръстоносците внася допълнителна несигурност в командването на похода. Това е една от причините походът да завърши с неуспех с отстъпването на Дамиета през 1221 г. Фридрих е сочен като виновник за провала както от папа Хонорий III, така и от обикновените християни.
През 1225 година, след като обещава на папата да потегли на кръстоносен поход, Фридрих свиква през 1226 година имперска Диета в Кремона, неговата опора в Ломбардия, с цел да укрепи властта си в градските комуни на Северна Италия, да набере кръстоносци и да продължи борбата с ересите. Събралите се обаче отговарят с възраждане на Ломбардската лига, която дядо му Фридрих Барбароса побеждава през XII век, и избират отново за водач Милано. Североиталианските градове не само саботират диетата в Кремона, но и се съпротивляват ефективно на реформите на Фридрих. Диетата е отменена, но е постигнато споразумение между Фридрих и Втората ломбардска лига с посредничеството на Хонорий. По време на престоя си в Северна Италия Фридрих дарява на Тевтонския орден териториите, които по-късно ще оформят Източна Прусия, мотивирайки участието му в Северните кръстоносни походи.
Папата не спира да напомня за обещанието на Фридрих да се отправи на кръстоносен поход. Императорът иска обаче преди това да разреши проблемите в Италия. След като съпругата му Констанца умира през 1222 г., той избира за съпруга Изабела (Йоланда) дьо Бриен, наследница на трона на Йерусалимското кралство. Сватбата е през 1225 г. и той вече има сериозна причина да се отправи на път, за да предяви претенции към Йерусалим.
През 1227 г., когато Фридрих вече е готов да отплава от Бриндизи към Светите земи, сред войниците избухва епидемия. Това е добра причина Фридрих да отложи пътуването отново, но новият папа Григорий IX, който и преди този случай води пропаганда срещу него, обявявайки го едва ли не за атеист, не приема обясненията и го отлъчва от църквата за нарушаване на кръстоносния обет. Това слага началото на сериозно противопоставяне между тях. Фридрих подбужда недоволните от папата римляни да го прогонят от Рим, а папата му отвръща с налагане на интердикт на всички места, на които се явява Фридрих. Все пак императорът не се отказва от начинанието си и на следващата година пристига в Ориента. Тук дори не му се налага да воюва с войските на Аюбидите. Фридрих се възползва от вътрешните им борби и тъй като не му достигат хора, за да встъпи в битка, се надява, че символичното демонстриране на сила, един заплашителен марш по крайбрежието, ще бъде достатъчно, за да убеди египетския султан ал-Камил да спазва споразумението, договорено няколко години по-рано, преди смъртта на брат му Ал-Муазам, управител на Дамаск. Египетският султан, зает с потушаването на бунтовни размирици в Сирия, се съгласява да отстъпи Йерусалим заедно с тесен коридор към брега на кръстоносците. Освен това Фридрих получава Назарет, Сидон, Яфа и Витлеем. Възможно е и други владения да са били върнати под християнски контрол, но източниците се разминават. Това обаче е компромисен договор. Мюсюлманите запазват контрола върху района на Храмовия хълм в Йерусалим, джамията Ал-Акса и Купола на Скалата. Замъците на сеньория Трансйордания остават в ръцете на Аюбидите, а арабски източници предполагат, че на Фридрих не е било позволено да възстановява укрепленията на Йерусалим, въпреки че кръстоносците всъщност са възстановили защитните му стени. Договорът е сключен на 18 февруари 1229 г. и включва 10-годишно примирие.
Фридрих влиза в Йерусалим на 17 март 1229 г. и на следващия ден в Храма на Гроба Господен той си слага корона за крал на Йерусалим. Не е известно дали той е планирал това да се тълкува като официалната му коронация като крал на Йерусалим; във всеки случай отсъствието на патриарха Жеро поставя под въпрос легитимността на церемонията. Има доказателства, които предполагат, че короната, носена от Фридрих, всъщност е императорската. Във всеки случай самопровъзгласяването на неговото господство над Йерусалим е провокативен акт, тъй като самият император започва да вярва в своето висше предназначение, считайки се за месия, приемник на цар Давид, наместник на Бога и повелител на света. Законно той всъщност е само регент за сина си от Изабела, Конрад (впоследствие Конрад IV), който се ражда малко преди Фридрих да отпътува през 1228 г.

## Борба с римските папи
Управлението на Фридрих е период на най-ожесточеното стълкновение между папството и Свещената Римска империя. Фридрих иска да контролира германските земи и Сицилия, което кара папите да бъдат нащрек. Стремежът му е да подчини цяла Италия на своята власт, опирайки се на Сицилианското кралство. Това довежда до дълга борба с градовете на Северна и Средна Италия, а така също и с папите Григорий IX и Инокентий IV. Папите нееднократно го отлъчват от църквата, а враговете му го наричат „антихрист“.
Въпреки благоприятния резултат в Светите земи църквата обявява сключения мирен договор за „нечестива сделка“ и папата налага интердикт на Йерусалим. В отговор на самокоронясването на Фридрих папа Григорий призовава населението на Сицилия и Апулия да не се подчинява на „отлъчения еретик“, изпраща папски войски срещу владенията му в Италия, а в Германия изразява подкрепа на неговите съперници. Затова императорът е принуден да напусне Йерусалим и да се завърне, за да преговаря с папата. Той склонява на сериозни отстъпки и дава някои свободи на църквата. Издава и Мелфийската конституция в опит да реши политическите и административните проблеми. След договора от Сан Германо (юли 1230) и лична среща между двамата, папата връща Фридрих в лоното на църквата.

### Утвърждаване в Германия
Положението в Германия обаче се влошава. Синът му принц Хайнрих води агресивна политика срещу привилегиите на германските принцове, което буди недоволството им. Хайнрих е принуден да изпълни исканията им и да издаде указ, известен също като Вормска конституция (Statutum in favorem principum), който накърнява съществено властта на Фридрих в Германия и дава широки права на всеки барон в неговите земи: право на съд, да строи крепости, да организира пазари, да сече монети и да управлява градовете си. Фридрих вика сина си на среща в Аквилея през 1232 г. и Хайнрих му потвърждава верността си. Въпреки това Фридрих е принуден да потвърди указа. В същото време са ограничени правата на имперските градове, които са опора на императора в Германия. Това възбужда протест от страна на градовете, които не искат да стават васали на благородниците. Хайнрих застава начело на техния протест, тъй като вижда шанс да се измъкне от властта на баща си. Той получава подкрепа от всички недоволни от императора и конфликтът с баща му се задълбочава през следващите години. Поради поведението си бива отлъчен от църквата от папа Григорий IX, а на 5 юли 1234 г. Фридрих го обявява извън закона и се отправя с армия към Германия. Тук подкрепящите сина му благородници изчакват да видят кой от двамата ще надделее и в крайна сметка подкрепят императора. Разбунтувалият се Хайнрих е принуден да се предаде на 2 юли 1235 г. Съден и официално детрониран във Вормс, той и неговите деца са обезнаследени. Остатъка от живота си разбунтувалият се Хайнрих прекарва като затворник.
След отстраняването на Хайнрих през 1235 г. отново във Вормс Фридрих сключва трети брак със сестрата на английския крал Изабела Английска, избрана за него от папата. Бракът може да се разглежда и като първа стъпка към умиротворяване на противниците му – враждебните Велфи в Германия. Същата година той връща на Ото I фон Брауншвайг (Ото Детето) наследствените земи, отнети от баща му през 1180 г., и го прави първи херцог на новосъздаденото Херцогство Брауншвайг-Люнебург. В замяна на направените отстъпки Фридрих получава подкрепата на германските принцове в задаващия се конфликт със северноиталианските градове.

### Войната за Ломбардия и Италия
След като постига мир на север от Алпите Фридрих събира армия с помощта на германските принцове, за да покори бунтовните градове в Ломбардия. Папа Григорий предприема дипломатически ходове, за да спре нахлуването, но без резултат. По време на похода си към Италия се налага да се отклони към днешна Австрия, за да потуши бунта на Фридрих II Бабенберг. През февруари 1237 г. във Виена по негова инициатива 9-годишният му син Конрад е обявен за крал на римляните. Поради непълнолетието на Конрад като негови опекуни са ангажирани архиепископът на Майнц Зигфрид, тюрингският ландграф Хайнрих Распе IV и бохемският крал Венцеслав I.
Италия се намира в състояние на война, като градовете са разделени на две: гвелфите начело с Болоня и Генуа имат подкрепата на папството, докато гибелините начело с Пиза и Сиена са на страната на императора. След като преговорите между ломбардските градове, папата и имперските дипломати се провалят, Фридрих нахлува в Италия през Верона. През ноември 1237 г. Ломбардската лига понася поражение в битката при Кортенуова. Фридрих празнува победата с истински триумф по маниера на римските императори в Кремона с процесия с участието на плененото carroccio (тежка каруца за войниците, използвана като крепост) и слон. Той отказва всички мирни предложения, дори и това от Милано, придружено с голяма парична сума. Неговото настояване за безусловно подчинение предизвиква по-нататъшна съпротива от страна на Милано, Бреша, Болоня и Пиаченца. След продължителна обсада на Бреша в редиците на обсаждащите избухва епидемия и те вдигат обсадата през октомври 1238. В присъединените земи от Централна Италия Фридрих въвежда сицилианския административен ред.
През 1239 г. извънбрачният син на Фридрих Енцио води военни походи в Романя, Анкона и в Тоскана против бунтуващите се гвелфи. Тъй като тези земи са в папския домен, папа Григорий IX отново отлъчва императора от църквата и решава да свика събор в Рим, на който да го свали от престола. От този момент двамата са в директен конфликт. Фридрих научава новината за отлъчването си в Падуа и отговаря, като прогонва от Ломбардия францисканците и доминиканците, покровителствани от папата, и назначава Енцио за крал на Сардиния и генерал-легат в Средна и Горна Италия.
През декември Фридрих влиза в Тоскана и посреща Коледа в Пиза, която е на страната на гибелините. През 1240 г. обаче е принуден да се върне в Апулия, където има размирици, и сравнява със земята Сант Анжело и Беневенто. През есента на 1240 г. папата съобщава на висшите църковни сановници в Италия, Сицилия, Германия, Франция, Испания и Унгария, че свиква Вселенски събор в Рим на Великден 1241 г. В морската битка при Джилио (Мелория) през май 1241 г. Фридрих пленява около сто висши духовници, пътуващи с генуезки кораб за събора в Рим, и ги хвърля в апулийски затвор. Императорските войски напредват през Умбрия, която опустошават, и вече са готови да атакуват Рим. В тази обстановка на 22 август 1241 година папа Григорий IX умира на преклонна възраст. След смъртта му Фридрих оттегля войските си и с поведението си показва, че враждата му е лично с Григорий, а не с институцията на папството.

По същото време Европа е изправена пред заплахата от монголските нашествия. В течение на три години (1237 – 1240) монголите разрушават и унищожават всички по-големи градове на Русия. През февруари – май 1242 г. зов за помощ към императора отправя унгарският крал Бела IV. Тъй като той е на страната на папата, Фридрих не възнамерява да спасява Унгария, а планира да отбранява империята на юг от Алпите. Фридрих така и не встъпва във война с монголите, макар че те застрашават имперските граници от изток.

### Първи Лионски събор и трето отлъчване
След избора на Инокентий IV през 1243 г. Фридрих се опитва да започне преговори за връщането си в лоното на църквата, като показва, че е готов на компромиси и търси лична среща с папата. Отказва обаче да се яви пред папски съд за решаване на споровете с ломбардските градове. Инокентий избягва лична среща и напуска Рим, като се отправя първо към Генуа, после към Лион. Там през 1245 година Лионският вселенски събор за пореден път отлъчва „краля-еретик“ от църквата, низлага Фридрих и призовава курфюрстите да изберат нов крал. Обвиненията срещу Фридрих са тежки: лъжесвидетелстване, нарушаване на мира, богохулство и ерес. Папата призовава останалите християнски владетели да започнат действия срещу него, но те не реагират. Докато Фридрих се подготвя за поход към Лион, ломбардските градове се надигат срещу него, а германските принцове, подтикнати от финансовите стимули на папата, през май 1246 г. избират за крал Хайнрих Распе, опекуна на Конрад. През август същата година при Франкфурт се състои битка между него и Конрад, в която последният търпи поражение. Въпреки това Фридрих заздравява позициите си в Южна Германия, като придобива Херцогство Австрия, чийто владетел умира без наследници. Година по-късно умира и Хайнрих Распе и е избран нов антикрал: Вилхелм Холандски. Срещу Фридрих дори се подготвя покушение, в което са замесени висши благородници и администратори, но той успява да разкрие заговора навреме.

### Битка при Парма
В началото на 1247 г. Фридрих успокоява обстановката в Италия, като назначава доверени хора, роднини и приятели като викарии на различни области. Оженва незаконния си син Манфред за дъщерята на Амадей Савойски и си подсигурява подчинението на маркиза на Монферат. Съвсем неочаквано през юни Парма се отмята от предаността си към Фридрих, прогонва имперските чиновници и преминава на страната на гвелфите. Отговорът на Фридрих е да обсади града с помощта на Ецелино III да Романо от Верона, да построи дървен град около града, наречен Vittoria, и да приложи тактика на изтощаване на обсадените. На 18 февруари 1248 г., по време на отсъствието на Фридрих, обсадените излизат от града, атакуват неговия лагер и в последвалата битка при Парма имперската армия е разбита. Атакуващите пленяват императорската хазна, което силно намалява възможностите за организиране на по-нататъшни военни действия. Папата от своя страна крои планове за кръстоносен поход към Сицилия. Тази победа окуражава бунтовните италиански градове и макар че Фридрих се окопитва и възстановява армията си, като вика германски войски, започва да губи позиции: загубени са Романя, Марке и Сполето.

## Последни години и смърт
Година 1249 е белязана с нещастия: началникът на кралската канцелария Пиетро де ла Виня, юрист, дипломат и идеолог на законодателните реформи, се оказва корумпиран и е наказан строго. Фридрих се лишава от своя най-верен съветник. В същото време личният му лекар се опитва да го отрови, а любимият му син Енцио е пленен и затворен в Болоня, където е държан до смъртта си през 1272 г.
Следващата година е по-добра за Фридрих – отбелязва успехи в Италия, включително и срещу папската армия, а Конрад се справя добре с управлението на Германия. Фридрих отново замисля поход към Лион и дори се кани да встъпи в брак за четвърти път. Внезапно се разболява и предчувствайки края си, дава разпореждания за наследяването си: Конрад трябва да наследи империята, а Манфред да стане наместник на Италия и Сицилия.
Фридрих умира през декември 1250 г. и е погребан в катедралата в Палермо. Порфирният му саркофаг е украсен с арабски надпис и е поставен редом с тези на родителите му Хайнрих VI и Констанс и дядо му Роже. Бюст на Фридрих има в мемориала Валхала, построен от Лудвиг Баварски. През XIX век саркофагът е отворен и някои предмети могат да се видят в колекцията на Британския музей, включително парче от короната.

## Реформи и законодателство

### Реформи от 1220 – 1225 г.
За времето на детството и отсъствието на Фридрих от Сицилия местните феодали увеличават много властта си, водят междуособни войни, раздават правосъдие и построяват множество замъци и крепости. Затова при завръщането си след осемгодишно отсъствие през декември 1220 г. Фридрих свиква имперски съвет (Диета) в Капуа и издава Капуански асизи – кодекс от 20 закона за Сицилианското кралство с цел да укрепи кралската власт и намали властта на феодалите. По-важните закони в него са:
- „За отмяната на привилегиите“ (на латински: De resignanadis privilegis) – отменя всички привилегии и дарения, направени след смъртта на Вилхелм II Добрия.
- „За разрушаването на новите здания“ (на латински: De novis edificiis deruendis) – всички замъци, построени без кралско съгласие от 1189 г. се конфискуват или събарят. Забранява се строежът на нови замъци.
- Абсолютно се забранява започването на лични междуособни войни. Отмъщението е забранено, а за наказание на виновния тъжителите трябва да се обръщат към кралския съд или към съдилищата, учредени от краля в провинцията.

По-късно на имперски съвет в Месина са приети Месински асизи, които регулират отношенията с поданици извън феодалната система. Според Рикардо от Сан Джермано в тях са предвидени мерки против хазартните играчи, евреите и блудниците и др. През 1224 г. Фридрих издава указ за наказание на еретиците с набиване на кол или отрязване на езика и затвор.
Фридрих започва да сече единна сребърна монета – империал. Кралство Сицилия е разделено на провинции с точно определени граници. Това е новост за Европа от онова време. Посочените от него провинции съществуват до обединението на Италия през 1860 г. За практическото прилагане на законите са необходими кадри и силна администрация. Фридрих предпочита необходимите за целта квалифицирани чиновници да се обучават в кралството, а не в Болоня и други северни градове. През лятото на 1224 г. е основан Университетът в Неапол – първият университет в Европа, основан от монарх и независим от църквата. Изучаваните предмети са определени със закон, а на изпитите присъстват чиновници от кралския двор. Това е записано в устава и остава в сила и при реформирането му през 1234 и 1239 г. Макар да са предвидени различни дисциплини, основно се преподават юриспруденция и риторика. От 21 преподаватели в университета, чиито имена са запазени в документите, 13 са юристи, основно експерти по гражданско право. Така Фридрих решава проблема с кадрите. В 1229 г., след завладяването на Неапол от папските войски, университетът е закрит и открит отново в 1234 г. Не успява да конкурира обаче Болонския университет.
За укрепването на кралството Фридрих покорява мюсюлманските части на Сицилия. Мюсюлмани живеят на острова от IX века, при управлението на Роже II се увеличава делът на християните. Мюсюлманите са съсредоточени в западните части в труднодостъпни местности с пещери и укрепления. Техните набези и въстания нарушават реда и пречат на събирането на данъци. Затова през 1222 г. Фридрих започва срещу тях военна операция. Мюсюлманите се съпротивляват до пролетта на 1225 г., а Фридрих на няколко пъти облага останалото население със „сарацински данък“, за да финансира войната. В крайна сметка хиляди сицилиански мюсюлмани са депортирани в Лучера, Апулия, отстояща на над 800 километра. Лучера става военна колония, тъй като мюсюлманите-земеделци са готови при нужда да се превърнат във войници. Фридрих им разрешава свободно да изповядват религията си, те имат самоуправление и свой съд. Мюсюлманите стават верни поданици на императора (наричат го „султан“), служат в неговата армия и при двора в Лучера той поддържа и харем.

### Мелфийска конституция
Мелфийската конституция, наричана от XIX век Книга на императора (на латински: Liber Augustalis), е издадена през август 1231 г. и представлява кодекс от закони за Кралство Сицилия. Тя ликвидира независимостта на едрите феодали, като ги лишава от правото да си обявяват война, да раздават правосъдие и да си издигат замъци. За цялото население на страната работи единен кралски съд. Градовете са лишени от самоуправление, създаден е силен флот, феодалната армия е заменена с регулярна наемна войска от сарацини. Църквата е в значителна степен подчинена на държавата, като ѝ се забранява да придобива земи без разрешението на краля, а освен това се ограничават редица нейни права. Разширява се обхватът на кралския монопол в търговията. Сформиран е бюрократичен апарат за административно управление, изцяло подчинен на държавната власт. Така за първи път от времето на Юстиниан бива систематизирано управлението на една европейска държава. Мелфийската конституция съдържа много от идеите, които по-късно ще намерят израз в просветения абсолютизъм и централизираната държавна администрация.

### Салернски едикт
Салернският едикт от 1231 г. (наричан понякога Салернска конституция) за първи път разделя юридически професиите на лекаря и аптекаря. На лекарите е забранено да са фармацевти, а цените на лекарствата са фиксирани. За първи път е определен срок за обучение на лекарите (5 години и година практика под наблюдението на учител). Това става пример за цяла Европа.

### Златна сицилианска була
Златната сицилианска була (лат. Bulla Aurea) са три документа, представляващи единно цяло, дадени на 26 септември 1212 година в Базел от Фридрих II на краля на Бохемия Отокар I, с които се потвърждава неговото кралско звание и се установява неговото наследяване, а така се даряват и ред привилегии. Названието си получава поради факта, че документите са скрепени със златен печат на краля на Сицилия с изображение на бик (лат. bula).

## Личност
Фридрих е един от най-образованите хора на своето време, знае немски, сицилиански, ланг д’ойл (предшестващ старофренски), гръцки, арабски и латински език, покровителства развитието на науките и изкуствата. В Италия Фридрих основава много училища. През 1224 година основава университета в Неапол, където преподават не само християни, но и араби и евреи, свидетелство за веротърпимостта, която е характерна за цялата политика на Фридрих II.
Фридрих създава около себе си културна среда, свързана с особеното съчетание на религиозно, нравствено и езиково разнообразие в сицилианската цивилизация. Плод на тази странна смесица са неговите обширни познания и интереси към естествените науки и математиката. Той поддържа кръг от учени от различен произход, с които общува с удоволствие. Част от този кръг са математикът Леонардо Фибоначи, който посвещава много от трудовете си на императора, както и философът и математик Майкъл Скот. Покровител е и на изящните изкуства. Фридрих II създава придворно училище по поезия, в което започва създаването на литературен италиански език и така е предшественик на Данте Алигиери, който нарича Фридрих „баща на италианската поезия“. Под влиянието на провансалските трубадури придворните поети от т.нар. „сицилианска школа“ творят на италиански (а не на латински) език, като стихове пишат и самият крал и неговите синове Енцо и Манфред. Там се създават нови форми, например сонет в два ритмически варианта.
Фридрих проявява интерес към медицината и зоологията. Той въвежда задължително преподаване на анатомия за медиците и поощрява изучаването ѝ върху трупове. По негово предложение са преведени на латински език съчиненията на Авицена и „История на животните“ на Аристотел. Фридрих е автор на съчинението „За изкуството на лова със соколи“ (на латински: De arte venandi cum avibus).:с. 162 При двора на Фридрих се организират математически състезания, в които взема участие Фибоначи.
Начинът му на живот шокира околните – той винаги спазва дистанция, рядко се появява на обществени места, а когато трябва да произнесе реч, бият камбани. Пътува винаги придружаван от свита от служители, съдии, шутове и мюсюлмански телохранители. С него пътуват хазната и животинска менажерия, в която има леопарди, лъвове, пантери, мечки, слон и жираф. Това дава повод на по-невежите католици да идентифицират менажерията със звяра от Апокалипсиса, а след последното му отлъчване от църквата все повече стават онези, които го наричат Антихрист. Особено укорително се отнася църквата към харема му, охраняван от евнуси. В Ориента обаче авторитетът му няма равен. Това помага дори на френския крал Луи IX и свитата му да не попаднат в плен – казали, че са роднини на императора.

## Оценки
Фридрих е един от големите дипломати и политици на своето време. Той остава известен с усилията си за подчиняване на Италия и Папството. Фридрих използва като база владенията си в Южна Италия и Сицилия, но усилията му за Обединена Италия под властта на германските императори се провалят. С края на династията Хоенщауфен активността на германските императори на Апенините и опитите за изграждане на централизирана империя са изоставени.
Управлението на Фридрих се счита за връхна точка на развитието на Сицилианското кралство, а самият той е смятан за един от великите реформатори на Развитото средновековие. Сицилианското кралство става образец за средновековна държава и предвестник на съвременните бюрократични системи за управление. Историкът от XIX век Якоб Буркхарт нарича Фридрих „първия съвременен човек на трона“.:с. 7
Сред съвременниците си Фридрих е наричан Чудото на света (на латински: Stupor mundi). Сред немските хуманисти, търсещи свой национален герой, той обаче е по-малко популярен от дядо си Фридрих Барбароса. В Италия образът му дълго време е отрицателен, вероятно поради папската пропаганда, която го представя като противник на църквата и еретик, атеист, антихриста или звяр на Апокалипсиса. Едва с настъпването на Рисорджиментото и борбата за национално обединение Фридрих е наречен „баща на гибелинската родина“. През 1927 г. Ернст Канторович пише негова биография, в която го изобразява като идеален владетел. Тази оценка е водеща до края на XX век, но след това е заменена с по-умерена и обективна.

## Бракове и деца

### Легитимни и деца
Първи брак: на 15 август 1209 г. с Констанца Арагонска (* 1179, † 23 юни 1222); имат един син:
- Хайнрих VII Хоенщауфен (* 1211, Сицилия, † 12 февруари 1242, Мартирано, Калабрия), римско-немски крал (1220 – 1235), крал на Сицилия (1212 – 1217) и херцог на Швабия (1217 – 1235).

Втори брак: на 9 ноември 1225 г. с Йоланда Йерусалимска (*1212, † 25 април 1228); те имат децата:
- Маргарета (* ноември 1226, † август 1227)
- Конрад IV (* 25 април 1228, † 21 май 1254), херцог на Швабия (1235 – 1254), римско-немски крал (1237 – 1254), крал на Сицилия (Конрад I 1250 – 1254) и крал на Йерусалим

Трети брак: на 15 юли 1235 г. с Изабела Английска (1214 – 1 декември 1241); имат децата:
- Йордан (* 1236)
- Агнес (*/† 1237)
- Хенри Ото (* 18 февруари 1238, † май 1253)
- Фридрих (*1239/1240, † млад)
- Маргарета (* 1 декември 1241, † 8 август 1270), омъжва се за Албрехт II, ландграф на Тюрингия, маркграф на Майсен

Фридрих има връзка с Бианка Ланчия (* ок. 1200/10; † 1230/46); тя му ражда три деца:
- Констанца (Анна) (* 1230, † април 1307), омъжва се за император Йоан III Дука Ватаций
- Манфред (* 1232, † 26 февруари 1266, убит в битка, Беневенто), крал на Сицилия
- Виолента (* 1233, † 1264), омъжва се за Рикардо Сансеверино, граф на Казерта

### Метреси и деца
- С неизвестно име:
  - Фридрих от Петорана
- Аделхайд от Урзлинген (* ок. 1184, † ок. 1222)
  - Енцо от Сардиния (* 1215, † 1272)
- Неизвестно име:
  - Катерина да Марано (* 1216/18, † 1272), омъжва се за Джакомо дел Карето, маркиз на Финале и Ноли, маркиз на Новело, на Монкиеро и на Лекуио (1251), маркграф на Саличето (1251)
- Матилда или Мария, от Антиохия
  - Фридрих Антиохски (* 1221, † 1256), граф ди Алба, Челано и Лорето
- Манна, сестра на архиепископа на Месина
  - Рихард от Чиети (* 1225, † 26 май 1249)
- Ричина (Рутина) от Беилщайн-Волфсьоден (* ок. 1205, † 1236)
  - Маргарета от Швабия (* 1230, † 1298), омъжва се за Томас от Аквино, граф на Ачера
  - Неизвестно име:
  - Селвагия (* 1223, † 1244), омъжва се за Ецелино III да Романо
  - Бланшефльор (* 1226, † 1279), монахиня във Франция
  - Герхард († сл. 1255)